# Fritz Honka
Fritz Honka   (Leipzig, 31 de juliol de 1935 - Hamburg, 19 d'octubre de 1998) també anomenat Fiete, sobrenom de Fritze Bollmann, i anomenat Peter Jensen els seus últims anys de vida, fou un assassí en sèrie alemany.

## La vida

### Vida i carrera
Fritz Honka va néixer a Seeburgstrasse a Leipzig com el tercer dels deu fills del fuster Fritz Honka (sènior) i la seva dona Else Honka, que treballà com a netejadora. Tres dels germans van morir en el part. Durant el seu interrogatori, Honka va dir sobre la seva joventut: "El meu pare va ser enviat a un camp de concentració, i jo també vaig ser enviat al camp de concentració juvenil. Em van alliberar els russos, i al meu pare també. Més endavant sobre l'escola no hi havia massa a dir". Honka va créixer a una llar d'infants a Leipzig. El seu pare treballava com a stoker a la ciutat. Es digué que el motiu de l'empresonament del pare en un camp de concentració va ser el seu compromís amb el KPD, que estava prohibit a l'Alemanya nazi. Va morir el 1946 per les conseqüències d'un consum excessiu d'alcohol i els efectes negatius de llarg termini a la presó.
La mare es va sentir aclaparada amb tants fills que va tenir. Així que a inicis dels anys cinquanta, Honka va iniciar l'aprenentatge de l'ofici de paleta, que va haver d'abandonar a causa d'una al·lèrgia. Honka va fugir de la RDA a la República Federal el 1951 i va ser contractat inicialment com a treballadora no qualificat a les granges del petit poble de Brockhöfe, a la regió de Lüneburg. Allà va ser anomenat "Fritze Bollmann" pel seu "estil adequat", basant-se en l'original de Brandenburg Fritze Bollmann. Heinrich va abandonar en aquells anys, una aventura amb una dona anomenada Margot. Honka hauria de pagar 3.000 dòlars alimentaris i deixar el poble de la seva amant. El 1956 va arribar a Hamburg i va treballar per la Howaldtswerke com a obrer de drassanes. Després d'un greu accident de trànsit a un carrer a prop de Barsbüttel, les seves faccions van quedar desfigurades per un trencament del nas i un estrepitós estrabisme. El 1957 es casà amb Inge, però el matrimoni es va trencar i es van divorciar el 1960. El seu fill Fritz provingué d’aquesta relació. Els veïns van denunciar escenes violentes entre la parella al seu apartament de Wümmeweg, a Hamburg- Neuwiedenthal. Ell i Inge es van tornar a reunir i es van casar de nou fins que el 1967 es van divorciar del seu matrimoni per segona vegada.
El 1967 es va traslladar de Neuwiedenthal a Zeißstraße 74, a Hamburg-Ottensen. El 1972 hi va viure algun temps amb Irmgard Albrecht. El 15 d'agost de 1972 va intentar forçar Ruth Dufner a mantenir relacions sexuals amb ell i Irmgard, i gairebé comet una violació. Dufner va fugir nua de l'apartament d'Honka i el va denunciar a la policia. Després va ser tractada a l’hospital. Honka, que estava intoxicat amb una taxa d'alcohol del 2,4 per mil en el moment del crim, va arribar al 4 per mil quan va ser registrat pel crim. L'abril de 1975 fou condemnat per un jurat d’Altona a una multa de 4.500 marcs alemanys. Es va retirar però l'acusació de violació. Els anys següents, Honka no va poder trobar relacions amb dones a causa dels seus problemes d'alcohol, i va buscar contactes sexuals amb prostitutes, a les quals va conèixer sobretot a bars propers a Reeperbahn.

### Assassinat

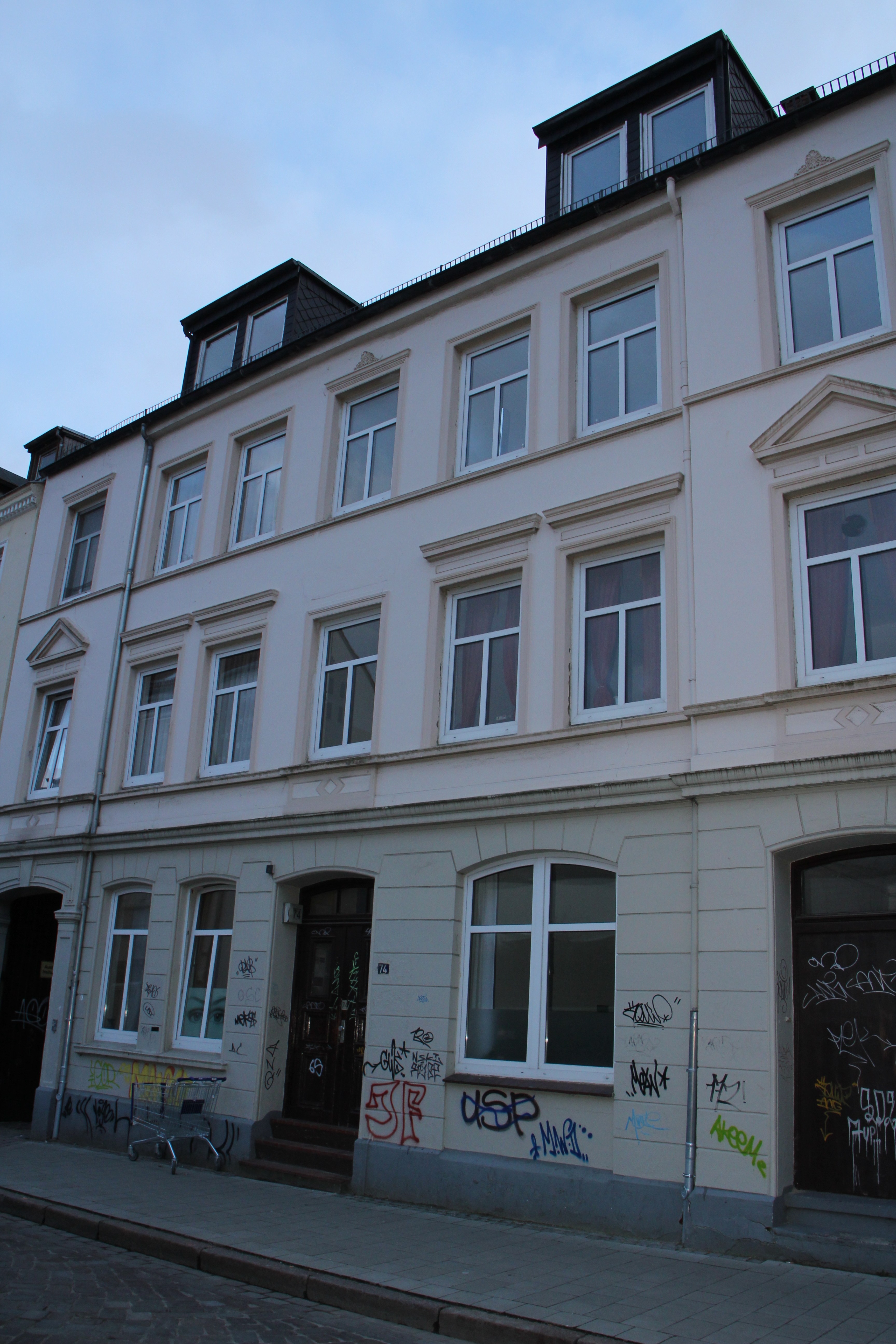
L’assassí en sèrie Fritz Honka vivia en aquesta casa d’Hamburg

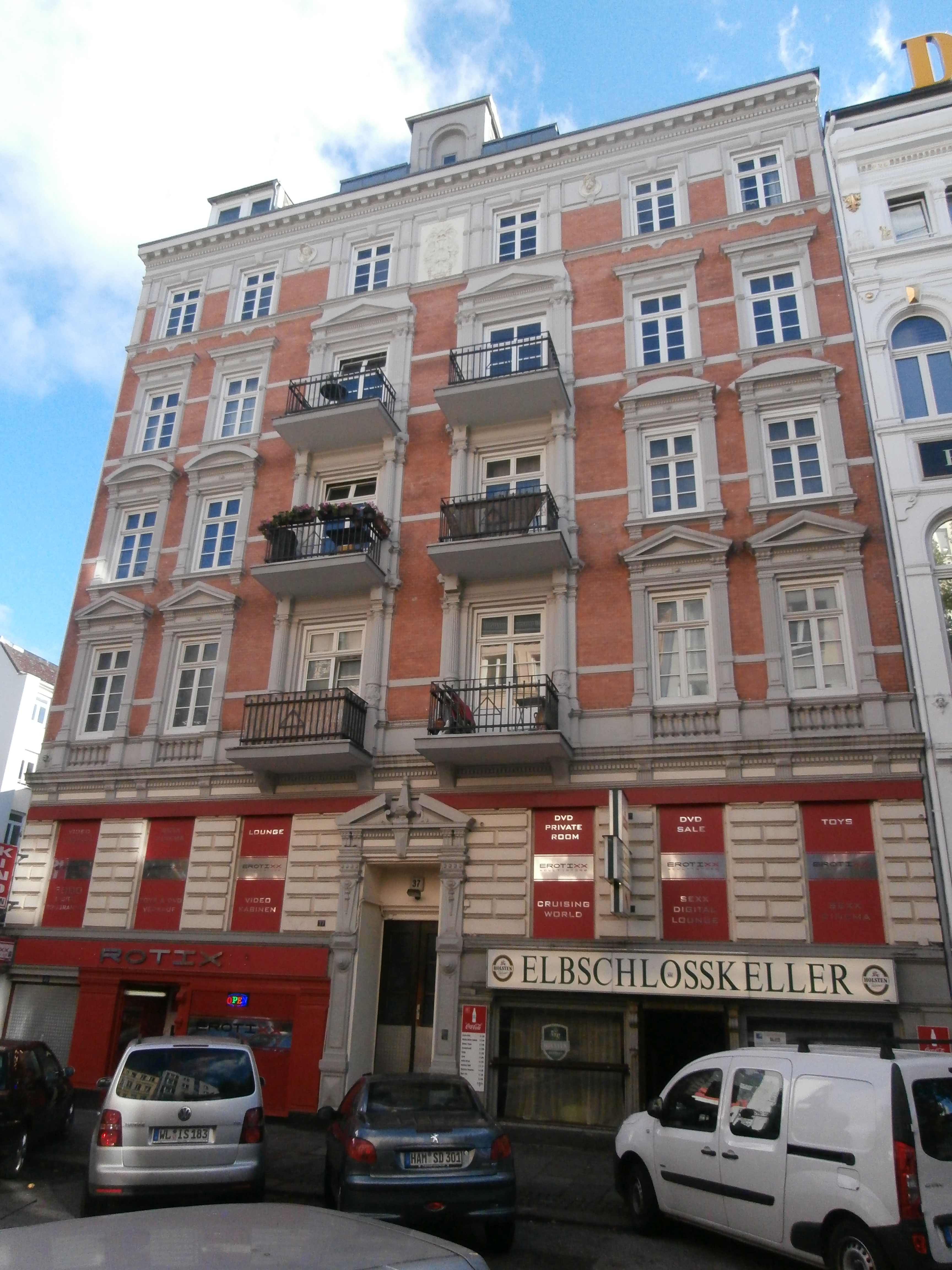
Hamburger Berg amb el "Elbschlosskeller"

Totes les dones assassinades per Fritz tenien una edat avançada i provenien de l’ambient marginal de Reeperbahn. Es considerava que eren "sensesostre" sols que de tant en tant es prostituïen per allotjament i begudes alcohòliques o fins i tot per petites quantitats de diners.
La desaparició de les dones no va tenir conseqüències durant molt de temps, i ningú va denunciar persones desaparegudes a la policia. També es van ignorar les queixes d'altres inquilins de la casa sobre la forta olor dels cadàvers.
- Gertraud[2] Bräuer (42 anys), perruquera i prostituta ocasional, probablement assassinada el desembre de 1970. Bräuer va ser traslladat al seu apartament per l'amiga de Honka, Annie Wachtmeister,[3] on Honka va exigir tenir sexe entre els tres. Quan Bräuer es va negar, Honka la va matar.[4] Més tard, els experts calculen que el nivell d’alcohol a la sang d’Honka en el moment del crim era del 4 per mil.[5] El cap de Bräuer, els pits, les mans i una cama es van partir en dos,[6] i foren trobades les parts als voltants de l’apartament d’Honka el novembre de 1971. Després del cap, la medicina forense va reconstruir els trets facials originals per identificar la víctima. El tors de Bräuer només es va descobrir anys més tard a la mansarda de Honka, a Zeißstrasse.[7]

- Anna Beuschel (54 anys), mestressa de casa, assassinada el 1974. Honka va conèixer la prostituta al pub Zum Goldenen Handschuh, la va portar al seu apartament quan estava intoxicada i la va escanyar perquè, segons ell, "estava allà com un tauler". El cos va ser mutilat i les seves restes amagades a les golfes.[4]

- Frieda "Rita" Roblick (57 anys), prostituta, va ser assassinada el desembre de 1974 quan Honka va descobrir que li havia robat 200 marcs alemanys, tot i que ja li havia pagat la mateixa quantitat per relacions sexuals.[4]

- Ruth Schult (52 anys), prostituta, assassinada el 1975. Schult, que també provenia de l'entorn del Goldenen Handschuhs s'havia instal·lat amb Honka.[4] Va quedar atordida en ser colpejada al cap amb una ampolla i després estrangulada amb una mitja de dona.[8] L'informe de l'autòpsia assenyalà: "Les cames van ser serrades a les parts òssies de les cuixes. Ambdós pits tallats. Les aurícules es tallaren sense complicacions. I la punta del nas i la llengua també foren tallades".[4] Honka va dir més tard sobre la retirada del cos: "Era massa pesat. Quan intentava treure el cos, vaig ensopegar i vaig caure per les escales".

Honka buscava les seves víctimes al carrer "Hamburger Berg" de St. Pauli a altes hores de la nit als pubs Zum Goldenen Handschuh, Elbschlosskeller i Hong Kong, on era conegut com a Fiete. L'ambient local era un punt de trobada habitual del més "marginal de la societat", com ara bevedors, prostitutes d'avançada edat i altres situacions de subsistència erràtics. El solitari vigilant nocturn Honka buscava "gent amb qui parlar" segons les seves pròpies declaracions i segons una avaluació d'experts, sobretot buscava "sexe segons les seves idees de fantasies de poder". Honka va dir més tard: "Sentia la necessitat de pegar". Es diu que les dones borratxes i desdentades pertanyien a les seves preferències, algunes de les quals ruixava amb xampany i les dominava vestit de guàrdia superior. També es diu que va fer el paper d’un home uniformat de les SS. Honka ja s'havia convertit en oficial de policia durant el moment del seu matrimoni fallit. La seva dona lesbiana va convidar al seu apartament a noies que van ser maltractades per Honka. La investigació policial, però es veié interrompuda.
En els registres a l'apartament de Honka, es van trobar quantitats molt grans de begudes alcohòliques, principalment aiguardent de blat de moro, que ell mateix consumia excessivament i que també feia servir per sucumbir les seves víctimes. La policia també va trobar nines i més de 300 imatges i fotos pornogràfiques de noies pin-up nues enganxades al sostre, però cap amb motius sàdics. L'audiència principal va confirmar el consum excessiu d'alcohol a les víctimes de l'apartament de Honka, i aquest acusà les víctimes de voler contaminar el seu apartamant i robar-li. També es van produir baralles freqüents a conseqüència de la immensa intoxicació per alcohol. L'endemà al matí, Honka es despertava al costat d’una dona morta sense poder recordar el curs exacte dels fets. Segons el mateix relat d'Honka, estava molt borratxo quan desmembrava els cossos. El gran nombre de productes perfumats a l'apartament de Honka demostrarien el seu sentiment de culpabilitat segons la policia, ja que mostraven certa intencionalitat d'amagar l'olor putrefacta dels cadàvers.

#### Personalitat i motius
Honka era un home petit i prim i amb una alçada d’1,68 metres d’alçada. Va patir un impediment de parla del qual se sentia avergonyit. A més,⁣ tenia un estrabisme molt fort, cosa que també afectava greument la seva autoestima. Va passar la seva joventut en una casa per a nens de presos del camp de concentració i després de 1945 en un orfenat. A conseqüència d’accidents laborals i baralles, el seu aspecte es va desfigurar, cosa que li va dificultar el contacte amb les dones. Una de les dones amb qui tenia una relació el va acusar falsament de paternitat. Els dos matrimonis que va viure van fracassar a causa del fort consum d'alcohol per part de les dues parelles.
A Honka, per a qui l'ordre i la neteja eren valors morals elevats, li agradava aparèixer amb un uniforme negre i es va deixar batejar com a "general". Les declaracions dels testimonis van descriure Honka com una persona completament discreta:
| « | (alemany) Der Honka, der guckte immer zu Boden, wenn er mich sah. Ich grüßte zuerst, hier grüßt man sich und mehr auch nicht. Der Honka aber bildete sich ein, was Besseres zu sein, in seiner Uniform sah er für mich zuerst wie ein Eisenbahner aus, und ich dachte wirklich, der ist bei der Bahn. Aber der war nur Nachtwächter | (català) Honka, sempre va mirar cap avall quan em veia. El vaig saludar primer i res més. Honka, però, s'imaginava que era millor que això; amb el seu uniforme em semblava al principi un treballador del ferrocarril, i realment pensava que estava amb el ferrocarril. Però només era un vigilant nocturn | » |

Sobre les motivacions de Honka se'n digué el següent:
| « | (alemany) Unter der Wirkung von erheblichen Alkoholmengen, so befand der Sachverständige, habe Fritz Honka Aggressionen entwickelt und an ‚relativ hilflosen weiblichen Personen‘ ausgelassen. Mitgespielt habe Honkas Bedürfnis, die überlegene Rolle des Mannes herauszukehren. Am Ende habe er sich gar als ‚Herrn über Leben und Tod‘ gesehen. … Das Bild, das die Psychologin von Fritz Honka gewonnen hat, ergibt folgendes: Der Angeklagte sucht im weiblichen Partner ursprünglich die saubere Hausfrau, die willige Bettgenossin und den guten Kumpel. Er hat ein starkes sexuelles Bedürfnis, aber gleichzeitig stoßen ihn Frauen ab, die ihm entgegenkommen. Es gibt da eine psychologische Sperre, die er nicht überwinden kann. Dass er sich älteren Frauen zuwendet, mag für sein Bedürfnis sprechen, sexuell bemuttert zu werden. Diese Frauen sind jedoch so heruntergekommen, daß Honka sich ihnen zu Recht oder zu Unrecht sozial überlegen fühlen kann. Er erwartet von ihnen, daß sie sich auf alle seine sexuellen Wünsche einlassen, und stößt auf Widerstand, weil gerade diese Frauen gewohnt sind, ihre Gunstbeweise zu rationieren. | (català) L'expert va trobar que sota la influència de quantitats considerables d'alcohol, Fritz Honka va desenvolupar una agressivitat i se li va despertar un odi per eliminar "dones relativament desemparades". La necessitat d’Honka de destacar el paper superior de l’home va tenir un paper important. Al final, fins i tot es va veure a si mateix com el "mestre de la vida i la mort". ... La imatge que el psicòleg va obtenir de Fritz Honka era la següent: L'acusat originalment buscava una mestressa de casa neta, una bona companya de llit en la seva parella femenina i una bona amistat. Té una forta necessitat sexual, però al mateix temps és rebutjat per les dones que el coneixen. Hi ha una barrera psicològica que no pot trencar. El seu recorregut amb les dones grans és que hi pot parlar alhora com si fossin mares i companyes sexuals. No obstant això, aquestes dones estan en tan en mal estat que Honka pot, amb raó o malament, sentir-se socialment superior a elles. Espera que cedeixin a tots els seus desitjos sexuals i es trobi resistent perquè aquestes dones estan acostumades a racionar els seus favors. | » |
| — | | |   |

### Descobriment del cas
Els assassinats d'Honka només van ser exposats per accident. El dia 17 de juliol de 1975 va esclatar un incendi a la casa de la Zeißstrasse 74, a Ottensen, on es trobava l'apartament llogat de Honka, quan Honka estava absent. Durant els treballs d’extinció, un bomber va descobrir parts d'un cos, amb la qual cosa la policia va escorcollar l’apartament. Es van trobar les restes parcialment en descomposició de tres dones i posteriorment es van poder identificar. Honka va ser arrestat i confessà el dia 29 d'aquell mes. També s'acabà demostrant la connexió amb l’assassinat de Bräuer. Honka va ser interrogat per Peter Seeler i l'inspector en cap Hans-Peter Untermann de la divisió d’homicidis d'Hamburg.
El 1976, amb un gran interès mediàtic, es va iniciar el procés penal contra Honka davant la gran sala penal 21 (tribunal del jurat) del tribunal del districte d'Hamburg sota la direcció del jutge president Reimer Hadenfeldt (1932-2010). L'advocat Rolf Bossi es va fer càrrec de la defensa.

#### Veredicte
Honka va ser condemnat el 20 de desembre de 1976 a 15 anys de presó per assassinat en un cas i homicidi en tres casos, comesos en un estat de responsabilitat penal reduïda. A més, es va ordenar el seu ingrés en un hospital psiquiàtric. El tribunal va decidir que es reduïa la culpabilitat perquè es reconeixia "una greu anomalia mental amb valor de malaltia". Només l'assassinat de Bräuer es va classificar com a assassinat, els altres tres casos només com a homicidi. No es va complir la petició de la fiscalia de cadena perpètua per assassinat en quatre casos. L’acusació tenia dubtes sobre el curs de l’assassinat per violació i va interpretar l'enfocament d’Honka de cobrir els cadàvers amb ambientadors i fragàncies de fulla d’avet i convidar les noves víctimes potencials del seu instint homicida com un acte anticipat típic d’un assassí. Els defensors Bossi i Gunter Widmaier per altra banda declararen que veien a Honka com un "vagabund", un "bastard" i un "porc" i que això li provocava una "ofensa greu". El mateix acusat declarà: "M'insultaven i les vaig matar allà". En un dels seus interrogatoris, Honka va al·legar que Jack l'Esbudellador va ordenar els assassinats. Bossi es va referir a la problemàtica joventut del seu client i va veure la seva carrera personal com una espiral fins al nivell de les seves víctimes desarrelades socialment. Va assenyalar el desenvolupament negatiu de la personalitat d'Honka i va veure els assassinats com "actes propis de l'ambient", que en aquesta forma no es tindrien en compte al codi penal. En el procés, es van utilitzar els termes "altra anomalia mental greu" (§ 20), "profunda pertorbació de la consciència" i "beneiteries", que es van utilitzar per avaluar la personalitat de l'acusat.
L’informe psiquiàtric va ser elaborat per Elisabeth Müller-Luckmann. La defensa va descriure a Honka "com un paralitzat biogràfic que consumia alcohol, en condicions i situacions precàries de vida, en què va matar només fruit de la situació". Bossi va intentar explicar les accions del seu client també a través de la seva sexualitat desviada, que va trobar la seva expressió en la necrofília i en "instints completament anormals". El fet de mantenir durant molt de temps parts del cos de les dones assassinades al seu apartament i a les golfes era una indicació que l’acusat “devia sentir una addicció indomable per mutilar a més les dones mortes”. El novembre de 1976, Honka va retirar la seva admissió de culpabilitat al jurat i va afirmar que no recordava res.
| « | (alemany) Zum andern findet eine Lebens- und Persönlichkeitsverwahrlosung nach Jahren kontinuierlichen Abstiegs ihren Tiefstpunkt darin, daß Honka schließlich im niedersten Milieu St. Paulis anzutreffen ist... | (català) D'altra banda, la negligència de la vida i la personalitat després d'anys de decadència contínua trobaren el seu punt més baix en el fet que Honka es podia trobar finalment a l'entorn més decadent de St. Pauli... | » |

### Els darrers anys
El 1993 Honka va ser alliberat del centre psiquiàtric. L'advocada defensora d'Hamburg, Alma Diepoldt, va obtenir un canvi de nom per a ell. Viuria des de llavors com a Peter Jensen (el nom de família era el d’un dels seus parents propers), va passar els darrers anys de la seva vida en una residència de gent gran a Scharbeutz, on ningú coneixia la seva veritable identitat. Al cap de dinou anys, l'octubre de 1998, Honka morí a l'Hospital Ochsenzoll de Langenhorn, presumptament a conseqüència d'un abús excessiu d'alcohol i nicotina.

### Interès públic
Els actes d'Honka van despertar un gran interès mediàtic en el seu moment. Bild anuncià el cas de l’assassinat amb titulars com Vier Frauen – von Nachtwächter geköpft und zerhackt, Hat er sie erschlagen, mit seinen riesigen Schaufel-Händen erwürgt oder bei lebendigem Leibe zersägt? (Quatre dones, decapitades i trossejades pel vigilant nocturn, les va matar, les va escanyar amb les seves enormes mans o les va mirar mentre eren vives?) i Anrüchige Einzelheiten aus der düsteren Welt des Massenmörders (Detalls indiscutibles del món fosc de l'assassí massiu). El Hamburger Morgenpost i el Hamburger Abendblatt van seguir la mateixa línia. Els diaris es referien a Honka com a "Blaubart von Altona" (Abendblatt) o com "Mörder mit dem Menjoubärtchen" (Bild). A Bild, les seves mans es descrivien com a "mans repugnants" amb "enormes ungles que es convertien en amples i llargues urpes", amb les quals "es va estavellar a cegues" o "va conduir brutalment per sota de la seva faldilla prima" o "sobre els cadàvers que es van estirar". La suposada aparició d'Honka als bars i tavernes de l'Hamburger Berg amb pantalons de muntar, botes i gorra bisellada, "Volia semblar un home de SS", formava part de l'article. Honka ha estat descrit, entre altres coses, com un autor de crims amb "mans com pales". El pub Zum Goldenen Handschuh, on Honka sovint s'allotjava i buscava dones víctimes, es va canviar popularment en aquest moment com a "Honka-Stube".

## Recepció pública
Sota el pseudònim de "Harry Horror", Carlo Blumenberg va publicar el 1975 la cançó Gern hab ich die Frauen gesägt sobre l'assassí en sèrie Honka. La cançó es va convertir en un èxit de club considerable. La companyia distribuïdora RCA va comercialitzar el títol malgrat les preocupacions inicials.
A principis dels anys vuitanta la banda Die Honkas, amb Max Müller com a cantant, va posar-se el nom per l'assassí en sèrie. A la cançó Für Fritz (1982) digueren: "Aquesta cançó és de Fritz, i va sobre la història de Honka".
El 2014 es va crear al "Hamburger Lichthof Theater l'"opereta homicida" Honka - Women Murderer d'Altona, que es va representar de nou el 2016 amb el nom de Taschenhonka com a "versió estreta emergent de la producció teatral".
El 2014, el músic alemany Andreas Dorau va publicar el tema Tannenduft, que tracta d’Honka, al seu disc Aus der Bibliothèque. El 2016 el músic suís va llançar la cançó Kopf der Gertraud Bräuer, que figura al disc Missglückte Welt.
Així mateix, el 2016 l'escriptor Heinz Strunk va tractar la persona de Fritz Honka i el seu món desolat. Als Arxius estatals d’Hamburg, Strunk va tenir accés als expedients del cas Honka. La seva novel·la El guant d’or va ser nominada al premi de la Fira del Llibre de Leipzig 2016. El febrer de 2019 es va estrenar una adaptació cinematogràfica de la novel·la. Dirigida per Fatih Akin, i el paper principal de Fritz Honka va ser interpretat per Jonas Dassler.
Al llibre Der Tod gibt keine Ruhe (La mort no dona descans), publicat el 2018, el metge forense Klaus Püschel i la periodista Bettina Mittelacher dediquen el capítol "Fora de joc" a l'assassí en sèrie Honka i consideren el cas des del punt de vista forense.
El dia 30 El juliol de 2020, la banda alemanya de metall industrial OST+ FRONT publicà la cançó Honka Honka.